# السملال (يريم)

تعديل مصدري - تعديل

السملال محلة تابعة لقرية العريش، التابعة لعزلة عبيدة بمديرية يريم إحدى مديريات محافظة إب في الجمهورية اليمنية.، بلغ تعداد سكانها 48 حسب تعداد اليمن لعام 2004.